# Domoradovice
Domoradovice (v místním nářečí Damadarovice, německy Damadrau) je vesnice, část města Hradec nad Moravicí v okrese Opava. Nachází se asi 5 km na jihozápad od Hradce nad Moravicí. V roce 2009 zde bylo evidováno 110 adres. V roce 2001 zde trvale žilo 225 obyvatel.
Domoradovice je také název katastrálního území o rozloze 7,94 km2.

## Historie
První písemná zmínka o obci pochází z roku 1377.